# Ружиндол
Ружиндол (слч. Ružindol) насељено је мјесто са административним статусом сеоске општине (слч. obec) у округу Трнава, у Трнавском крају, Словачка Република.

## Становништво
| Година:    | 1994. | 2004.   | 2014.    | 2024.   |
| ---------- | ----- | ------- | -------- | ------- |
| Број људи: | 1206  | 1292    | 1603     | 1726    |
| Разлика:   |       | +7,13 % | +24,07 % | +7,67 % |

| Година:    | 2023. | 2024.   |
| ---------- | ----- | ------- |
| Број људи: | 1746  | 1726    |
| Разлика:   |       | -1,14 % |

Према подацима о броју становника из 2023. године насеље је имало 1.746 становника.